# Jean Maron
Pour les articles homonymes, voir Maron.
Jean Maron est un moine byzantin qui aurait vécu au VIIe siècle, et qui est présenté par la tradition comme le premier patriarche d'Antioche de l'Église maronite. Il est considéré comme saint par les catholiques, et célébré le 2 mars. Il serait mort et enterré à Kfarhay, près de Batroun, au Liban, où un sanctuaire lui est consacré.
Historiquement, ce personnage est difficilement cernable. Il est parfois confondu dans les sources avec saint Maron, un solitaire du début du Ve siècle dont parle Théodoret de Cyr dans son Histoire des moines de Syrie (et à qui Jean Chrysostome a adressé une lettre en 405), et sur la tombe duquel, au bord de l'Oronte, fut érigé un monastère Saint-Maron qui joua un rôle important entre le Ve  et le VIIIe siècle.

## Le récit traditionnel
Selon le récit traditionnel, Jean, né près d'Antioche, ayant fait ses études dans cette ville et à Constantinople, entra comme moine au monastère Saint-Maron (situé près de la ville d'Hama), y prenant le nom monastique de Maron. Il s'y signala déjà par son enseignement oral et écrit contre les deux grandes hérésies de la région : le monophysisme et le nestorianisme. En 677, les Mardaïtes chrétiens ayant soustrait le Liban à l'autorité des califes musulmans, Jean, évêque de Philadelphie en Arabie (l'actuelle Amman), institué par le pape Martin Ier vicaire du Saint-Siège en Orient, l'aurait consacré évêque de Botrys (l'actuelle Batroun). En 686, il serait devenu patriarche d'Antioche, reconnu par le pape Serge Ier. Il serait mort le 5 février 707. Les historiens maronites traditionnels lient sa carrière au mouvement des Mardaïtes, combattants chrétiens indépendants entre le califat musulman et l'Empire byzantin, et plus spécialement à une dynastie de princes chrétiens de Byblos, fondée à l'époque de l'occupation perse de la Syrie (612/628) et qui aurait défendu de tous côtés l'indépendance du Liban chrétien orthodoxe. Sous le pontificat de Jean Maron, l'ancien monastère Saint-Maron sur l'Oronte aurait été détruit de fond en comble par les troupes de l'empereur byzantin Justinien II, qui considérait les Mardaïtes/Maronites comme des rebelles.
Ces récits se fondent sur des sources extrêmement tardives : les exploits des princes chrétiens de Byblos viennent d'une chronique syriaque anonyme copiée en 1315, et aucune source plus ancienne, ni chrétienne, ni musulmane, ne parle de l'existence même de cette dynastie ; quant à la Vie de Jean Maron, concordante avec cette chronique, elle a été révélée pour la première fois en 1495 par Gabriel ibn al-Qilai, franciscain libanais, « ex pervetusto codice Arabico », sans plus de précision (et éditée en latin en 1639 par le franciscain italien Francesco Quaresmio).
En fait ce compte-rendu contient plusieurs anachronismes ou impossibilités : Jean de Philadelphie fut nommé vicaire du pape Martin Ier en Orient au concile de Latran de 649, et il est peu probable qu'il ait été encore en fonction près de trente ans plus tard ; et la liste des patriarches orthodoxes d'Antioche présente des titulaires jusqu'au début du VIIIe siècle (ensuite il y eut une vacance de quarante ans jusqu'en 742), sans que le nom de Jean Maron y apparaisse.

## Les sources anciennes
Dans l'historiographie conservée, la mention la plus ancienne d'un « Maron » fondateur de l'Église maronite se trouve chez un grand adversaire de cette Église, accusée d'hérésie monothélite : le patriarche melkite d'Alexandrie Eutychius, qui rédigea ses Annales vers 930/940. « Au temps de l'empereur Maurice, écrit-il, vivait un moine nommé Maron, qui plaçait en Notre-Seigneur Jésus-Christ deux natures, une volonté, une opération et une personne, et corrompait ainsi la foi des hommes. La plupart de ceux qui embrassèrent sa doctrine et se constituèrent ses disciples étaient originaires des villes de Hama, Qinnasrîn et Al-Awasim ; il y avait aussi quelques Grecs. On les appela tous Maronites, du nom de leur fondateur. À la mort de Maron, les habitants de Hama bâtirent un monastère en son honneur, qu'ils nommèrent Dayr Maroun, et ils continuèrent à professer ses croyances ». Il est clair qu'il y a dans ce texte une confusion avec le Maron du début du Ve siècle, patron du célèbre monastère Saint-Maron proche de Hama. D'autre part un moine contemporain de l'empereur Maurice (582/602) ne peut avoir vécu jusqu'en 707. La doctrine du monoénergisme (ensuite monothélisme), attribuée ici au moine Maron, apparaît dans les annales de la théologie chrétienne vers 616.
D'autre part, on conserve trois traités de théologie en syriaque attribués par les manuscrits à Jean Maron : un exposé de la foi et deux traités polémiques, l'un contre les monophysites, l'autre contre les nestoriens. Quatre des manuscrits ont pour nom d'auteur « Jean Maron, patriarche d'Antioche ». Selon l'éditeur de ces textes, l'abbé François Nau, « si l'on n'avait que les œuvres de Jean Maron pour fixer son époque, on la placerait certainement au VIe  ou au commencement du VIIe siècle, car le dernier concile cité est celui de Chalcédoine, tenu en 451, et le dernier témoignage cité est celui de Sévère, patriarche d'Antioche, mort en 543 ». Quant au monothélisme, il n'en est pas question dans ces textes.